# Carel de Wet
Carel Pieter Cronje de Wet (né le 25 mai 1924 et mort le 22 mai 2004) est un homme politique sud-africain, médecin, diplomate, membre du parti national, maire (1950-1952) puis député de Vanderbijlpark (1953-1964) avant d'être député de Johannesburg-ouest (1967-1972). Ambassadeur d'Afrique du Sud à Londres à 3 reprises (1964-1967/1972-1977/1983), il est également ministre des mines (1967-1972) et de la santé (1968-1972) dans le gouvernement Vorster. 

## Biographie
Carel de Wet est né en 1924 dans la province sud-africaine de l'État libre d'Orange. Petit-fils de du général boer Christiaan de Wet, il fait des études supérieures en médecine à l'université de Pretoria et à celle du Witwatersrand avant de s'installer au Transvaal d'abord comme médecin à Boksburg puis dans le district de Vereeniging-Vanderbijlpark où il travaille pour les industries minières. 
Après avoir été maire de Vanderbijlpark et député, il est nommé ambassadeur sud-africain à Londres sous le gouvernement de Hendrik Verwoerd.
Il est rappelé à Pretoria par le Premier ministre John Vorster qui le nomme au ministère du Plan, à celui de la Santé et à celui des Mines. En 1972, il reprend sa carrière diplomatique comme ambassadeur à Londres, poste qu'il quitte en 1977 avant de le reprendre brièvement en 1983. 